# Emmanuel Stockbroekx
Emmanuel (Manu) Stockbroekx (Brasschaat, 23 december 1993) is een Belgisch hockeyer. 

## Levensloop
Stockbroekx werd op 5-jarige leeftijd actief in het hockey bij KHC Dragons. Als speler van deze club werd hij tweemaal landskampioen (2015 en 2016) en ontving hij in 2014 de Gouden Stick in de categorie 'beloftes'. Vervolgens maakte hij in 2016 de overstap naar HC Bloemendaal. Met deze Nederlandse club won hij in 2017-'18 de Euro Hockey League en werd hij in seizoen 2018-'19 landskampioen. Na drie seizoenen in Nederland keerde Stockbroekx in 2019 terug naar KHC Dragons. Na een seizoen verliet hij deze club opnieuw om uit te komen voor Orée.
Daarnaast is Stockbroekx actief in het Belgisch hockeyteam. Met de nationale selectie behaalde hij in 2013 en 2017 zilver op het Europese kampioenschap. In 2019 werden ze Europees kampioen. Ook behaalde hij met de Red Lions in 2014-'15 zilver in de Hockey World League en op de Olympische Zomerspelen van 2016. In 2018 werd hij met de nationale equipe  wereldkampioen. Tijdens dit WK liep hij tijdens de wedstrijd tegen India een hamstringblessure op, waarna hij het kampioenschap diende te verlaten.
In 2021 liep hij een zware hersenschudding en bloeduitstorting in de hersenen op na een botsing met een tegenstander in de halve finales van de play-offs. Hierdoor moest hij zijn deelname aan de Olympische Spelen te Tokio afzeggen. Zijn achterneven Gregory en Thibeau zijn eveneens actief in het hockey.